# Sverige i olympiska sommarspelen för ungdomar 2010
Sverige deltog i olympiska sommarspelen för ungdomar 2010. Sveriges trupp bestod av 20 idrottare mellan 14 och 18 år som tävlade i 8 sporter. Vid spelen, de första för ungdomar, vann Sverige 5 medaljer, 2 guld (i friidrott) och tre brons. Den svenska fanbäraren vid invigningen var stavhopparen, som senare vann Sveriges första guld, Angelica Bengtsson. Sveriges första medalj vanns av Jennifer Ågren som vann brons i damernas 55kg-klass i taekwondo, Ågren vann dock aldrig någon match då hon vann sitt brons. Ågren gick in i turneringen i kvartsfinal, men hennes motståndare klarade inte invägning så hennes första match var semifinalen som hon förlorade, men i taekwondo arrangeras ingen bronsmatch istället får båda semifinalisterna som inte gick till final varsitt brons.

## Medaljer

### Guld
- Friidrott
  - Stavhopp damer: Angelica Bengtsson
  - Tresteg damer: Khaddi Sagnia

### Brons
- Taekwondo
  - 55kg damer: Jennifer Ågren
- Gymnastik
  - Räck damer: Jonna Adlerteg
- Friidrott
  - Diskus damer: Heidi Schmidt

## Resultat
Badminton
- Mikael Westerberg
  - Singel - 17

 Bordtennis
- Hampus Söderlund
  - Singel - 5
  - Lag - 5

 Friidrott
- Angelica Bengtsson
  - Stavhopp - 1
- Khadijatou Sagina
  - Tresteg - 1
- Heidi Schmidt
  - Diskus - 3
- Melker Svärd Jacobsson
  - Stavhopp - 4
- Oscar Vestlund
  - Kula - 9

 Gymnastik
- Jonna Adlerteg
  - Mångkamp - 10
  - Räck - 3
  - Bom - 8
  - Fristående - 7
  - Hopp - 18

 Rodd
- Ebba Sundberg
  - Singelsculler - 18

 Simning
- Gustav Åberg Lejdström
  - 200m frisim - 20
  - 400m frisim - 10
- Lovisa Eriksson
  - 100m ryggsim - 5
  - 50m fjärilsim - 6
  - 50m ryggsim - 9
  - 100m fjärilsim - 17
  - 50m frisim - 5
- Måns Hjelm
  - 50m frisim - 18
  - 100m frisim - 9
  - 50m ryggsim - 9
  - 100m ryggsim - 20
  - 200m ryggsim - Kom inte till start
  - 200m medley - 21
- Ida Lindborg
  - 100m ryggsim - 6
  - 200m ryggsim - 20

 Taekwondo
- Jennifer Ågren
  - 55kg - 3

 Triathlon
- Annie Thoren
  - Singel - 15
  - Lag - 7

Lovisa Eriksson gick till final som fyra på 50 m ryggsim men simmade aldrig finalen. Hon gick också till semifinal på 50 fjärilsim men simmade aldrig den semifinalen.
Annie Thoren tävlade i det mixade laget Europa 4, med Thomas Jurgens (BEL), Elinor Thorogood (GBR) och Andrew Hood (GBR). Hampus Söderlund spelade dubbel i laget Europa 1, med Bernadette Szocs (ROU).